# Klooster de Goede Herder (Almelo)
Klooster de Goede Herder is een voormalig klooster aan de Vriezenveenseweg 170 in Almelo.
In het klooster van de Congregatie van Onze Lieve Vrouw van Liefde van de Goede Herder werden in de periode 1886 tot 1966 meisjes opgevangen. Zij werden onderworpen aan psychische mishandeling en dwangarbeid.
Nadat het gebouw gesloopt was, werd op het terrein "Huize Alexandra" gebouwd, een voormalig meisjesinternaat. In 2023 werd het een opvangcentrum voor Oekraïense vluchtelingen.
Op het terrein werden in oktober 2023 anonieme graven gevonden, waarschijnlijk uit de tijd van het klooster medio 1872 en 1966. Naar aanleiding hiervan en de daaropvolgende rechtszaak in Haarlem werd een documentaire gemaakt door de VPRO waarin er met getuigen werd teruggekeken.

## Afbeeldingen

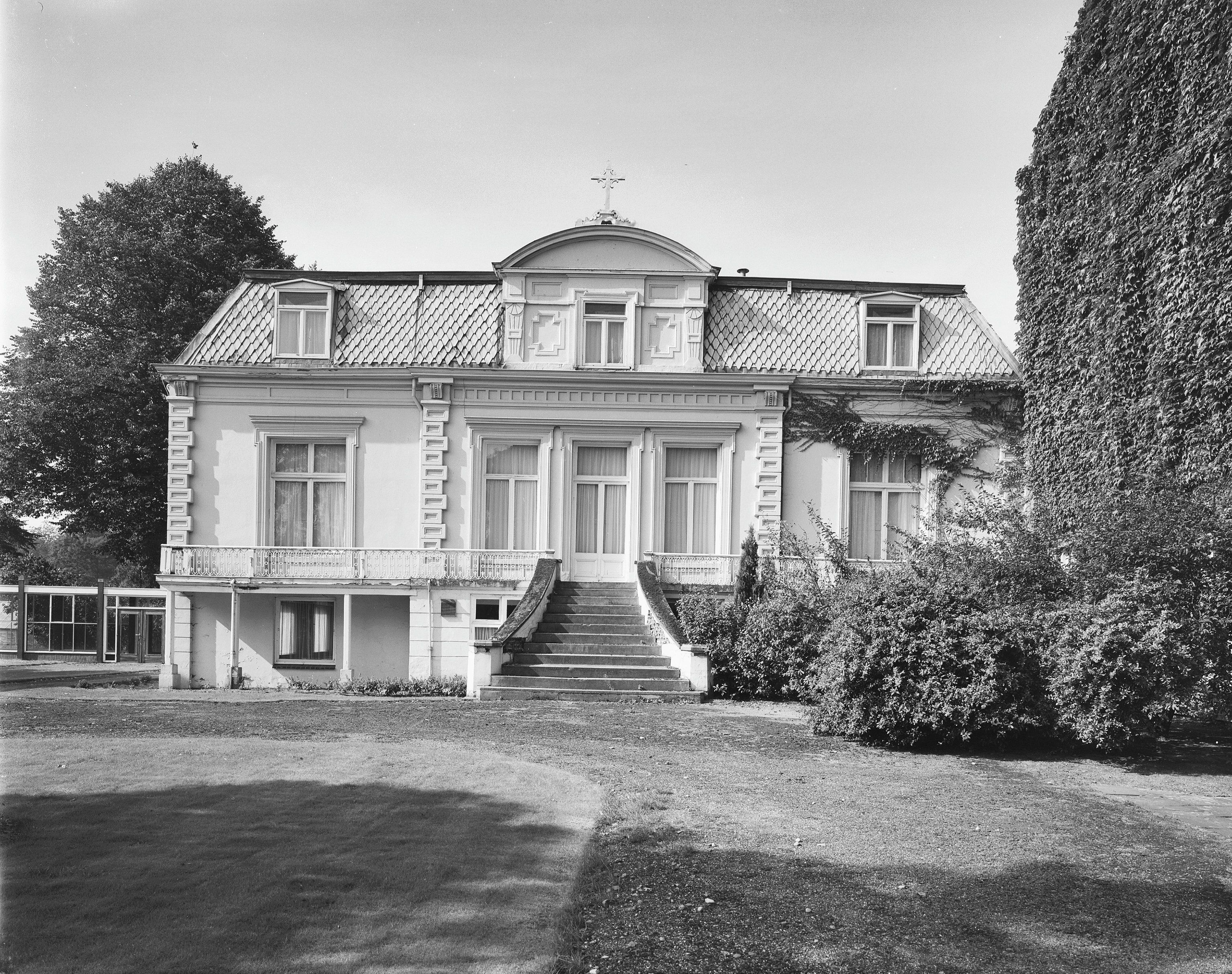
Voorgevel in september 1983 (foto RCE)
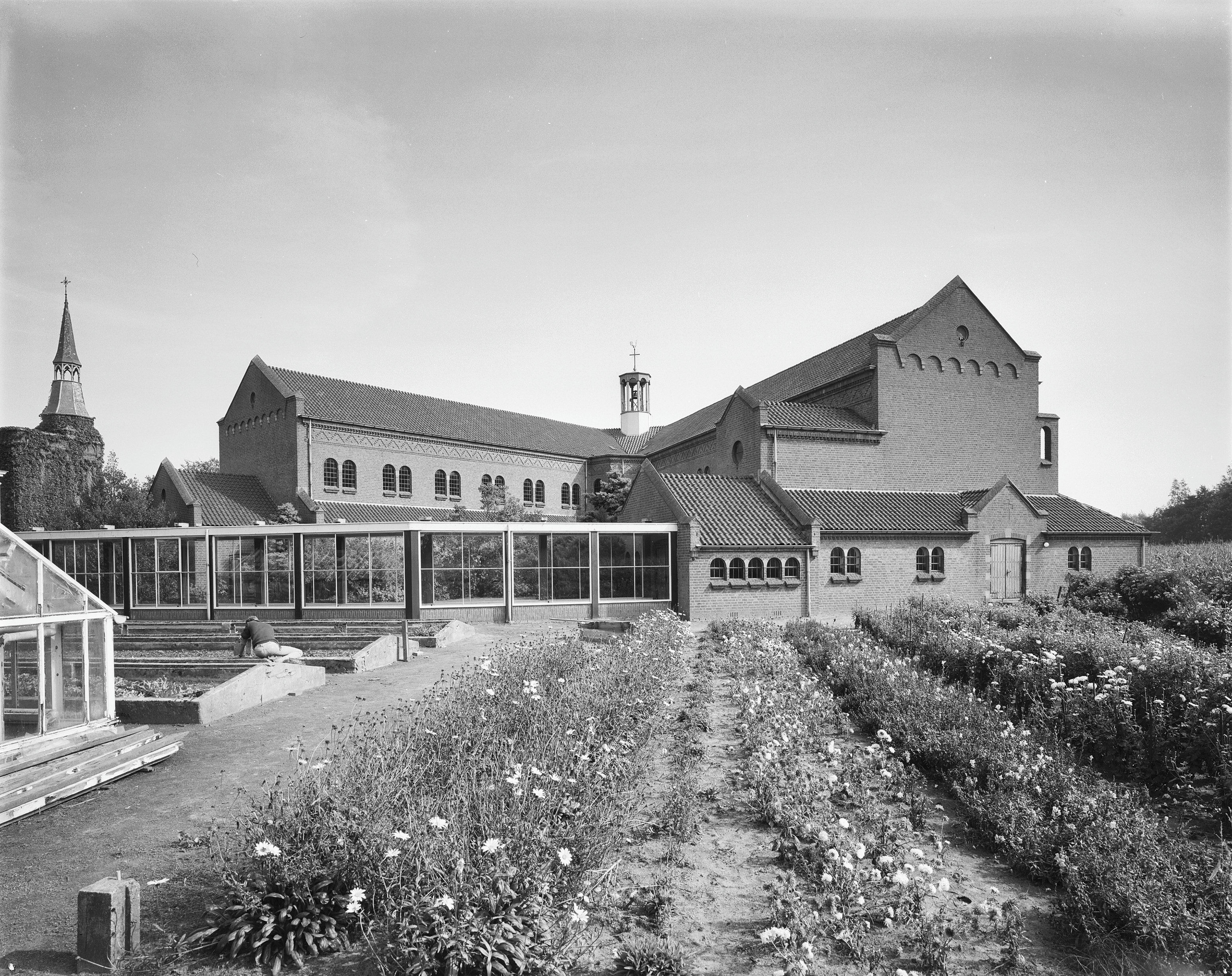
Overzicht in september 1983 (foto RCE)
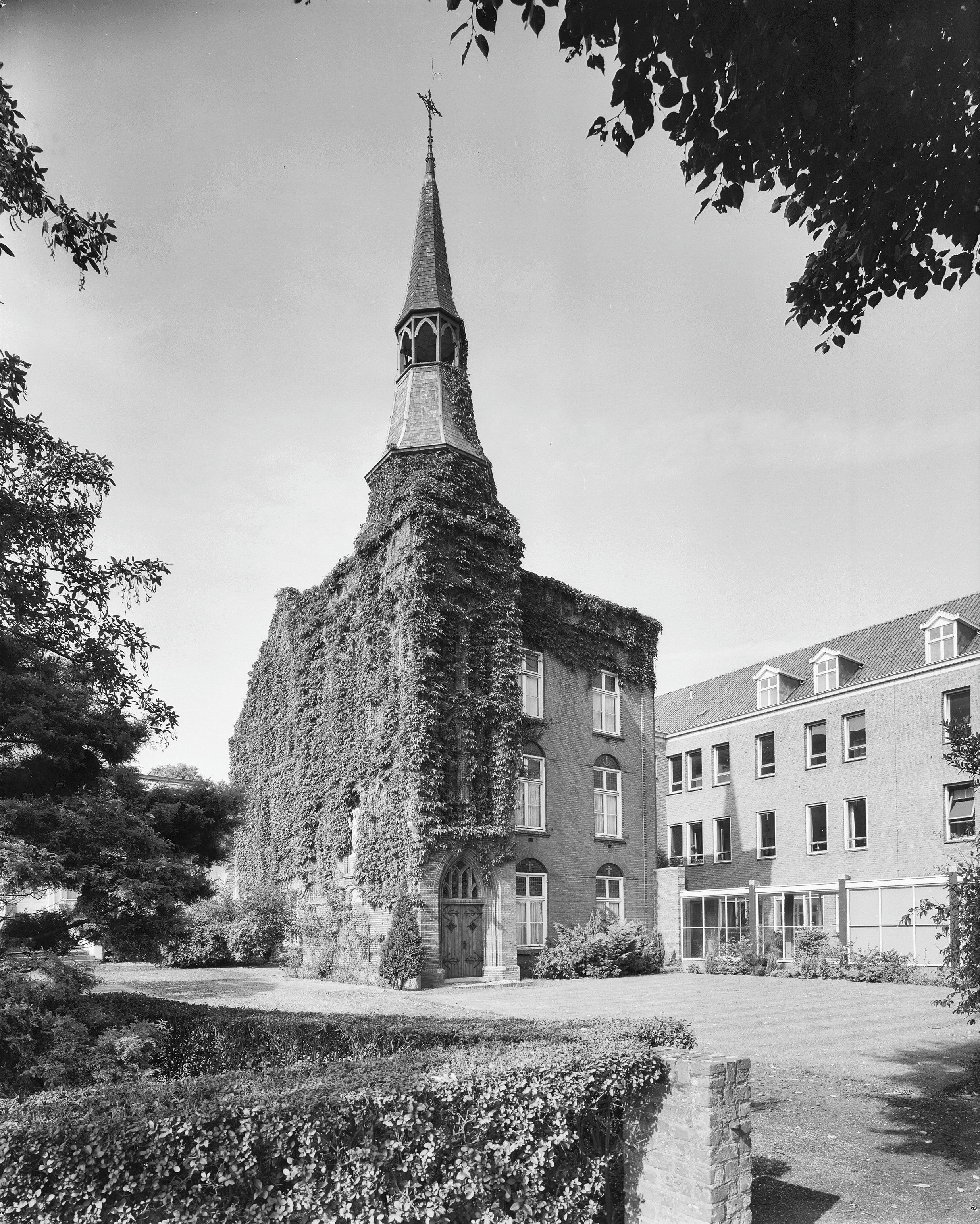
Linkerzijgevel kloosterkerk in september 1983 (foto RCE)